# Collegio di West Bromwich East
West Bromwich East è stato un collegio elettorale situato nelle Midlands Occidentali, e rappresentato alla Camera dei comuni del Parlamento del Regno Unito. Eleggeva un membro del parlamento con il sistema first-past-the-post, ossia maggioritario a turno unico; il collegio è stato abolito in occasione della revisione periodica del 2024.

## Estensione
West Bromwich East era uno dei quattro collegi che coprivano il borgo metropolitano di Sandwell, e in particolare ne comprendeva la parte nord-orientale. Comprendeva parte della città di West Bromwich e la parte di Great Barr che si trova all'interno di Sandwell.
- 1974–1983: i ward del County Borough di West Bromwich di Charlemont, Friar Park, Great Barr, Hateley Heath, Newton, Sandwell e Tantany.
- 1983–1997: i ward del borgo metropolitano di Sandwell di Charlemont, Friar Park, Great Barr, Hateley Heath, Newton e West Bromwich Central.
- 1997–2010: i ward del borgo metropolitano di Sandwell di Charlemont, Friar Park, Great Barr, Greets Green and Lyng, Hateley Heath, Newton e West Bromwich Central.
- 2010–2024: i ward del borgo metropolitano di Sandwell di Charlemont with Grove Vale, Friar Park, Great Barr with Yew Tree, Greets Green and Lyng, Hateley Heath, Newton e West Bromwich Central.

## Membri del parlamento
| Elezione | Elezione   | Deputato         | Partito          |
| -------- | ---------- | ---------------- | ---------------- |
|          | Feb 1974   | Peter Snape      | Laburista        |
| 2001     | Tom Watson |                  | Laburista        |
|          | 2019       | Nicola Richards  | Conservatore     |
|          | 2024       | Collegio abolito | Collegio abolito |

## Elezioni

### Elezioni negli anni 2010
| Partito                    | Partito                                           | Candidato                  | Risultati 12 dicembre 2019 | Risultati 12 dicembre 2019 |
| Partito                    | Partito                                           | Candidato                  | Voti                       | %                          |
| -------------------------- | ------------------------------------------------- | -------------------------- | -------------------------- | -------------------------- |
|                            | Conservatore                                      | Nicola Richards            | 16 804                     | 46,71                      |
|                            | Laburista                                         | Ibrahim Dogus              | 15 211                     | 42,28                      |
|                            | Brexit                                            | Christian Lucas            | 1 475                      | 4,10                       |
|                            | Lib Dem                                           | Andy Graham                | 1 313                      | 3,65                       |
|                            | Verdi                                             | Mark Redding               | 627                        | 1,74                       |
|                            | Indipendente                                      | George Galloway            | 489                        | 1,36                       |
|                            | Yeshua                                            | Colin Rankine              | 56                         | 0,16                       |
|                            |                                                   |                            |                            |                            |
| Iscritti                   | Iscritti                                          | Iscritti                   | 62 111                     | 100,00                     |
| ↳ Votanti (% su iscritti)  | ↳ Votanti (% su iscritti)                         | ↳ Votanti (% su iscritti)  | 35 975                     | 57,92                      |
| ↳ Astenuti (% su iscritti) | ↳ Astenuti (% su iscritti)                        | ↳ Astenuti (% su iscritti) | 26 136                     | 42,08                      |
|                            |                                                   |                            |                            |                            |
|                            | Esito: collegio passa da Laburista a Conservatore |                            |                            |                            |

| Partito                    | Partito                                | Candidato                  | Risultati 8 giugno 2017 | Risultati 8 giugno 2017 |
| Partito                    | Partito                                | Candidato                  | Voti                    | %                       |
| -------------------------- | -------------------------------------- | -------------------------- | ----------------------- | ----------------------- |
|                            | Laburista                              | Tom Watson                 | 22 664                  | 57,97                   |
|                            | Conservatore                           | Emma Crane                 | 14 951                  | 38,24                   |
|                            | Lib Dem                                | Karen Trench               | 625                     | 1,60                    |
|                            | Verdi                                  | John Macefield             | 533                     | 1,36                    |
|                            | Indipendente                           | Colin Rankine              | 325                     | 0,83                    |
|                            |                                        |                            |                         |                         |
| Iscritti                   | Iscritti                               | Iscritti                   | 63 781                  | 100,00                  |
| ↳ Votanti (% su iscritti)  | ↳ Votanti (% su iscritti)              | ↳ Votanti (% su iscritti)  | 39 098                  | 61,30                   |
| ↳ Astenuti (% su iscritti) | ↳ Astenuti (% su iscritti)             | ↳ Astenuti (% su iscritti) | 24 683                  | 38,70                   |
|                            |                                        |                            |                         |                         |
|                            | Esito: collegio confermato a Laburista |                            |                         |                         |

| Partito                    | Partito                                | Candidato                  | Risultati 7 maggio 2015 | Risultati 7 maggio 2015 |
| Partito                    | Partito                                | Candidato                  | Voti                    | %                       |
| -------------------------- | -------------------------------------- | -------------------------- | ----------------------- | ----------------------- |
|                            | Laburista                              | Tom Watson                 | 18 817                  | 50,19                   |
|                            | Conservatore                           | Olivia Seccombe            | 9 347                   | 24,93                   |
|                            | UKIP                                   | Steve Latham               | 7 949                   | 21,20                   |
|                            | Lib Dem                                | Flo Clucas                 | 751                     | 2,00                    |
|                            | Verdi                                  | Barry Lim                  | 628                     | 1,68                    |
|                            |                                        |                            |                         |                         |
| Iscritti                   | Iscritti                               | Iscritti                   | 63 653                  | 100,00                  |
| ↳ Votanti (% su iscritti)  | ↳ Votanti (% su iscritti)              | ↳ Votanti (% su iscritti)  | 37 492                  | 58,90                   |
| ↳ Astenuti (% su iscritti) | ↳ Astenuti (% su iscritti)             | ↳ Astenuti (% su iscritti) | 26 161                  | 41,10                   |
|                            |                                        |                            |                         |                         |
|                            | Esito: collegio confermato a Laburista |                            |                         |                         |

| Partito                    | Partito                                | Candidato                  | Risultati 6 maggio 2010 | Risultati 6 maggio 2010 |
| Partito                    | Partito                                | Candidato                  | Voti                    | %                       |
| -------------------------- | -------------------------------------- | -------------------------- | ----------------------- | ----------------------- |
|                            | Laburista                              | Tom Watson                 | 17 657                  | 46,53                   |
|                            | Conservatore                           | Alistair Thompson          | 10 961                  | 28,88                   |
|                            | Lib Dem                                | Ian Garrett                | 4 993                   | 13,16                   |
|                            | BNP                                    | Terry Lewin                | 2 205                   | 5,81                    |
|                            | Democratici                            | Mark Cowles                | 1 150                   | 3,03                    |
|                            | UKIP                                   | Steve Grey                 | 984                     | 2,59                    |
|                            |                                        |                            |                         |                         |
| Iscritti                   | Iscritti                               | Iscritti                   | 62 831                  | 100,00                  |
| ↳ Votanti (% su iscritti)  | ↳ Votanti (% su iscritti)              | ↳ Votanti (% su iscritti)  | 37 950                  | 60,40                   |
| ↳ Astenuti (% su iscritti) | ↳ Astenuti (% su iscritti)             | ↳ Astenuti (% su iscritti) | 24 881                  | 39,60                   |
|                            |                                        |                            |                         |                         |
|                            | Esito: collegio confermato a Laburista |                            |                         |                         |

### Elezioni negli anni 2000
| Partito                    | Partito                                | Candidato                  | Risultati 5 maggio 2005 | Risultati 5 maggio 2005 |
| Partito                    | Partito                                | Candidato                  | Voti                    | %                       |
| -------------------------- | -------------------------------------- | -------------------------- | ----------------------- | ----------------------- |
|                            | Laburista                              | Tom Watson                 | 19 741                  | 55,59                   |
|                            | Conservatore                           | Rosemary Bromwich          | 8 089                   | 22,78                   |
|                            | Lib Dem                                | Ian Garrett                | 4 386                   | 12,35                   |
|                            | BNP                                    | Carl Butler                | 2 329                   | 6,56                    |
|                            | UKIP                                   | Steven Grey                | 607                     | 1,71                    |
|                            | Laburista Socialista                   | Judith Sambrook            | 200                     | 0,56                    |
|                            | Indipendente                           | Margaret Macklin           | 160                     | 0,45                    |
|                            |                                        |                            |                         |                         |
| Iscritti                   | Iscritti                               | Iscritti                   | 60 600                  | 100,00                  |
| ↳ Votanti (% su iscritti)  | ↳ Votanti (% su iscritti)              | ↳ Votanti (% su iscritti)  | 35 512                  | 58,60                   |
| ↳ Astenuti (% su iscritti) | ↳ Astenuti (% su iscritti)             | ↳ Astenuti (% su iscritti) | 25 088                  | 41,40                   |
|                            |                                        |                            |                         |                         |
|                            | Esito: collegio confermato a Laburista |                            |                         |                         |

| Partito                    | Partito                                | Candidato                  | Risultati 7 giugno 2001 | Risultati 7 giugno 2001 |
| Partito                    | Partito                                | Candidato                  | Voti                    | %                       |
| -------------------------- | -------------------------------------- | -------------------------- | ----------------------- | ----------------------- |
|                            | Laburista                              | Tom Watson                 | 18 250                  | 55,87                   |
|                            | Conservatore                           | David McFarlane            | 8 487                   | 25,98                   |
|                            | Lib Dem                                | Ian Garrett                | 4 507                   | 13,80                   |
|                            | UKIP                                   | Steven Gray                | 835                     | 2,56                    |
|                            | Laburista Socialista                   | Satbir Johal               | 585                     | 1,79                    |
|                            |                                        |                            |                         |                         |
| Iscritti                   | Iscritti                               | Iscritti                   | 61 168                  | 100,00                  |
| ↳ Votanti (% su iscritti)  | ↳ Votanti (% su iscritti)              | ↳ Votanti (% su iscritti)  | 32 664                  | 53,40                   |
| ↳ Astenuti (% su iscritti) | ↳ Astenuti (% su iscritti)             | ↳ Astenuti (% su iscritti) | 28 504                  | 46,60                   |
|                            |                                        |                            |                         |                         |
|                            | Esito: collegio confermato a Laburista |                            |                         |                         |

## Risultati dei referendum

### Referendum sulla permanenza del Regno Unito nell'Unione europea del 2016
|             | Collegio           | Lasciare UE % | Rimanere in UE % |
| ----------- | ------------------ | ------------- | ---------------- |
|             | West Bromwich East | 67,5%         | 32,5%            |
| Inghilterra | 53,3%              | 46,7%         |                  |
| Regno Unito | 51,9%              | 48,1%         |                  |